# 条裂黄堇
条裂黄堇（学名：Corydalis linarioides），为罂粟科紫堇属下的一个植物种。